# Microrégion de Salvador
 (février 2025).
Si vous disposez d'ouvrages ou d'articles de référence ou si vous connaissez des sites web de qualité traitant du thème abordé ici, merci de compléter l'article en donnant les références utiles à sa vérifiabilité et en les liant à la section « Notes et références ».
La microrégion de Salvador est l'une des trois microrégions qui subdivisent la mésorégion métropolitaine de Salvador, dans l'État de Bahia au Brésil.
Elle comporte 10 municipalités qui regroupaient 3 350 523 habitants en 2006 pour une superficie totale de 2 837 km2.

## Municipalités[1]
- Camaçari
- Candeias
- Dias d'Ávila
- Itaparica
- Lauro de Freitas
- Madre de Deus
- Salvador
- São Francisco do Conde
- Simões Filho
- Vera Cruz